# Статистика и рекорды ФК «Реал Мадрид»

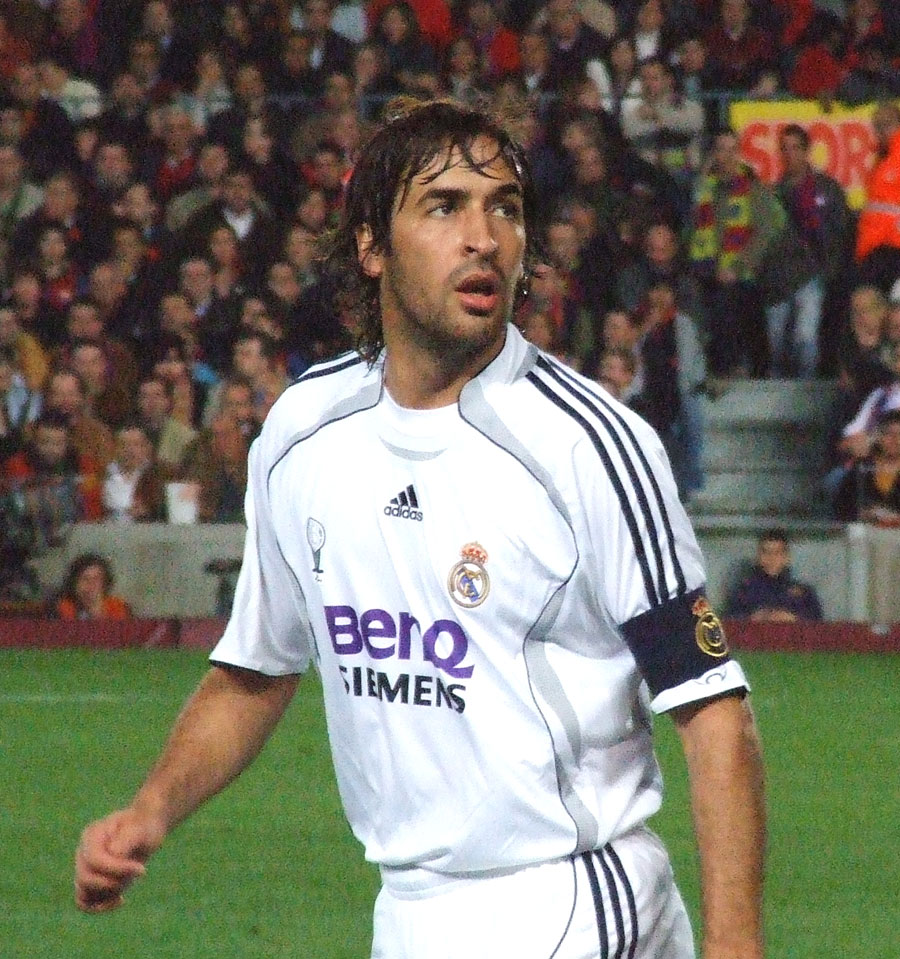
Рауль — рекордсмен по количеству матчей за «Реал Мадрид». Он сыграл в 741 матче

Данный список посвящён статистике и рекордам футбольного клуба «Реал Мадрид». «Реал Мадрид» является испанским профессиональным футбольным клубом, названный ФИФА лучшим футбольным клубом XX века. Клуб был основан в 1902 году как футбольный клуб «Мадрид» и сыграл свой первый официальный матч 13 мая 1902 года в полуфинале Кубка Испании по футболу. В настоящее время «Реал Мадрид» играет в высшем испанском футбольном дивизионе Ла Лига, став одним из основателей этой лиги в 1929 году, и является одним из трех клубов, наряду с «Барселоной» и «Атлетиком Бильбао», которые никогда не выбывали из высшего испанского дивизиона. «Реал Мадрид» также участвует в европейском футболе с тех пор, как стал первым испанским клубом, попавшим в Кубок европейских чемпионов в 1955 году, за исключением сезонов 1977/78 и 1996/97.
Данная статья содержит основную информацию о завоёванных клубом трофеях, его лучших бомбардирах и игроках с наибольшим количеством матчей, об итоговых достижениях во всех официальных соревнованиях и статистике тренерских карьер. Также приводятся списки крупнейших побед и поражений, рекордные трансферные суммы и др.
По состоянию на 2025 год клуб удерживает рекорд по количеству побед в Кубке европейских чемпионов/Лиге чемпионов УЕФА — 15 раз, и по количеству титулов Ла Лиги — 36 раз. Кроме того, «Реал» выигрывал Кубок Испании 20 раз, Суперкубок Испании — 13 раз, Кубок Лиги — 1 раз, Кубок Эвы Дуарте — 1 раз, Кубок УЕФА — 2, Европейский кубок/Суперкубок УЕФА — 6 раз, Межконтинентальный кубок — 3 раза, Межконтинентальный кубок ФИФА — 1 раз, Клубный чемпионат мира ФИФА — 5 раз, Латинский кубок — 2 раза, Кубок Ибероамериканы — 1 раз. «Реал Мадрид» является самым успешным футбольным клубом с точки зрения международных титулов, завоевав 35 трофеев, больше, чем любая другая футбольная команда в мире.
Действующим рекордсменом клуба по количеству сыгранных матчей является Рауль (741 матч). Криштиану Роналду является лучшим бомбардиром «Реала» (450 голов).

## Награды

### В Испании

#### Чемпионат
- Ла Лига:[4]
  -  Чемпион (36, рекорд): 1931/32; 1932/33; 1953/54; 1954/55; 1956/57; 1957/58; 1960/61; 1961/62; 1962/63; 1963/64; 1964/65; 1966/67; 1967/68; 1968/69; 1971/72; 1974/75; 1975/76; 1977/78; 1978/79; 1979/80; 1985/86; 1986/87; 1987/88; 1988/89; 1989/90; 1994/95; 1996/97; 2000/01; 2002/03; 2006/07; 2007/08; 2011/12; 2016/17; 2019/20; 2021/22; 2023/24

#### Кубки
- Кубок Испании[4]
  -  Обладатель (20): 1905; 1906; 1907; 1908; 1917; 1934; 1936; 1946; 1947; 1961/62; 1969/70; 1973/74; 1974/75; 1979/80; 1981/82; 1988/89; 1992/93; 2010/11; 2013/14; 2022/2023;
- Суперкубок Испании[4]
  -  Обладатель (13): 1988; 1989; 1990; 1993; 1997; 2001; 2003; 2008; 2012; 2023

2017; 2020; 2022
- Кубок Эвы Дуарте:
  -  Обладатель (1): 1947
- Кубок лиги[4]
  -  Обладатель (1): 1984/85
- Региональный Чемпионат/Трофей Манкомунадо: 23 (рекорд)[5]
  -  1904-05, 1905-06, 1906-07, 1907-08, 1909-10, 1912-13, 1915-16, 1916-17, 1917-18, 1919-20, 1921-22, 1922-23, 1923-24, 1925-26, 1926-27, 1928-29, 1929-30, 1930-31, 1931-32, 1932-33, 1933-34, 1934-35, 1935-36

### На международном уровне
- Кубок чемпионов/Лига чемпионов УЕФА[4] (Единственный клуб в истории, выигравший Лигу чемпионов УЕФА три раза подряд)
  -  Обладатель 15 (рекорд): 1956, 1957, 1958, 1959, 1960, 1966, 1998, 2000, 2002, 2014, 2016, 2017, 2018, 2022, 2024
  -  Финалист (3): 1962, 1964, 1981
- Кубок УЕФА[4] (первый из двух клубов, победивших в Кубке УЕФА 2 раза подряд. Другой клуб — «Севилья»)
  -  Обладатель (2): 1985, 1986
- Кубок обладателей кубков УЕФА[4]
  -  Финалист (2): 1970/71, 1982/83
- Суперкубок УЕФА[4]
  -  Обладатель (6): 2002, 2014, 2016, 2017, 2022, 2024
- Межконтинентальный кубок / Клубный чемпионат мира[6]
  -  Обладатель 9 (рекорд): 1960, 1998, 2002, 2014, 2016, 2017, 2018, 2022, 2024 (Единственный клуб в истории, выигравший Клубный чемпионат мира трижды подряд)
- Малый Кубок мира[7]
  -  Обладатель (2, рекорд): 1952, 1956
  -  Финалист (1): 1963
- Латинский кубок[8]
  -  Обладатель (2): 1955, 1957
- Иберо-американский кубок[9]
  -  Обладатель (1, рекорд): 1994
- Кубок Сантьяго Бернабеу[10]
  -  Обладатель (28, рекорд): 1981, 1983, 1984, 1985, 1987, 1989, 1991, 1994, 1995, 1996, 1997, 1998, 1999, 2000, 2003, 2005, 2006, 2007, 2008, 2009, 2010, 2011, 2012, 2013
  -  Финалист (9): 1980, 1986, 1988, 1990, 1992, 1993, 2001, 2002, 2004

#### Игроки с наибольшим количеством матчей
| №  | Имя                 | Период    | Ла Лига | Кубок | Еврокубки | Другие | Матчи |
| -- | ------------------- | --------- | ------- | ----- | --------- | ------ | ----- |
| 1  | Рауль Гонсалес      | 1994—2010 | 550     | 37    | 132       | 22     | 741   |
| 2  | Икер Касильяс       | 1999—2015 | 510     | 40    | 152       | 23     | 725   |
| 3  | Мануэль Санчис      | 1983—2001 | 523     | 67    | 100       | 20     | 710   |
| 4  | Серхио Рамос        | 2005-2021 | 454     | 48    | 124       | 24     | 650   |
| 5  | Карлос Сантильяна   | 1971—1988 | 461     | 84    | 87        | 13     | 645   |
| 6  | Фернандо Йерро      | 1989—2003 | 439     | 43    | 103       | 16     | 601   |
| 7  | Франсиско Хенто     | 1953—1971 | 428     | 74    | 95        | 4      | 601   |
| 8  | Карим Бензема       | 2009—2023 | 412     | 44    | 121       | 23     | 648   |
| 9  | Хосе Антонио Камачо | 1973—1989 | 414     | 61    | 90        | 12     | 577   |
| 10 | Пирри               | 1964—1980 | 417     | 67    | 75        | 2      | 561   |

#### Матчевые рекорды
- Наибольшее количество трофеев: 28 —  Лука Модрич[11]
- Самый молодой игрок, вышедший в матче первой команды: 16 лет и 157 дней —  Мартин Эдегор, против «Хетафе», Ла Лига, 23 мая 2015[12]
- Самый возрастной игрок, вышедший в матче первой команды: 39 лет и 257 дей —  Лука Модрич , против «Реал Сосьедад», Ла Лига, 24 мая 2025[13]
- Наибольшее количество матчей в Ла Лиге: 550 —  Рауль Гонсалес
- Наибольшее количество матчей в Кубке Испании: 84 —  Карлос Сантильяна[14]
- Наибольшее количество матчей в Кубке испанской лиги: 13 —  Исидоро Сан Хосе
- Наибольшее количество матчей в Суперкубке Испании: 15 —  Серхио Рамос
- Наибольшее количество матчей на международных турнирах: 162 —  Икер Касильяс
- Наибольшее количество матчей в клубных турнирах УЕФА: 157 —  Икер Касильяс
- Наибольшее количество матчей на европейских турнирах: 155 —  Икер Касильяс
- Наибольшее количество матчей в Лиге чемпионов УЕФА: 152 —  Икер Касильяс
- Наибольшее количество матчей в кубке обладателей кубков: 16 —  Грегорио Бенито
- Наибольшее количество матчей в Кубке УЕФА / Лиге Европы УЕФА: 44 —  Мичел
- Наибольшее количество матчей в Суперкубке УЕФА: 6
  -  Дани Карвахаль[15]
  -  Лука Модрич[15]
- Наибольшее количество матчей в межконтинентальном кубке: 3
  -  Пачин
  -  Рауль Гонсалес
  -  Фернандо Йерро
  -  Роберто Карлос
- Наибольшее количество матчей на клубном чемпионате мира: 9
  -  Тони Кросс
  -  Карим Бензема
- Наибольшее количество матчей в качестве иностранного игрока во всех соревнованиях: 536 —  Марсело[16]
- Наибольшее количество матчей в качестве иностранного игрока в Ла Лиге: 378 —  Марсело[17]
- Наибольшее количество матчей подряд в Ла Лиге: 171 —  Альфредо Ди Стефано — с 27 сентября 1953 по 22 февраля 1959 (5 лет и 148 дней)

#### Игроки с наибольшим количеством голов
| №  | Имя                 | Период    | Голы | Матчи |
| -- | ------------------- | --------- | ---- | ----- |
| 1  | Криштиану Роналду   | 2009—2018 | 450  | 438   |
|    |                     |           |      |       |
| 2  | Карим Бензема       | 2009—2023 | 354  | 648   |
| 3  | Рауль Гонсалес      | 1994—2010 | 323  | 741   |
|    |                     |           |      |       |
| 4  | Альфредо Ди Стефано | 1953—1964 | 308  | 396   |
| 5  | Карлос Сантильяна   | 1971—1988 | 290  | 645   |
| 6  | Ференц Пушкаш       | 1958—1962 | 242  | 262   |
| 7  | Уго Санчес          | 1985—1992 | 208  | 282   |
| 8  | Франсиско Хенто     | 1953—1971 | 182  | 601   |
| 9  | Пирри               | 1964—1979 | 172  | 561   |
| 10 | Эмилио Бутрагеньо   | 1983—1995 | 171  | 463   |

#### Голевые рекорды
- Наибольшее количество голов во всех соревнованиях: 450 —  Криштиану Роналду
- Наибольшее количество голов в Ла лиге: 311 —  Криштиану Роналду
- Наибольшее количество голов в Кубке Испании: 49
  -  Ференц Пушкаш
  -  Карлос Сантильяна
- Наибольшее количество голов в Кубке испанской лиги: 7 —  Карлос Сантильяна
- Наибольшее количество голов в Суперкубке Испании: 7 —  Рауль Гонсалес
- Наибольшее количество голов на международных турнирах: 113 —  Криштиану Роналду
- Наибольшее количество голов в европейских турнирах: 107 —  Криштиану Роналду
- Наибольшее количество голов в Кубке европейских чемпионов: 49 —  Альфредо Ди Стефано
- Наибольшее количество голов в Лиге чемпионов УЕФА: 105 —  Криштиану Роналду
- Наибольшее количество голов в Кубке обладателей кубков: 11 —  Карлос Сантильяна
- Наибольшее количество голов в Кубке УЕФА / Лиге Европы УЕФА: 15 —  Карлос Сантильяна
- Наибольшее количество голов в Суперкубке УЕФА: 2 
  -  Криштиану Роналду
  -  Серхио Рамос
- Наибольшее количество голов в межконтинентальном кубке: 2 —  Ференц Пушкаш
- Наибольшее количество голов на клубном чемпионате мира: 6
  -  Криштиану Роналду
  -  Гарет Бейл

#### В течение одного сезона
- Наибольшее количество голов за сезон во всех соревнованиях: 61 —  Криштиану Роналду, 2014/15
- Наибольшее количество голов за сезон в Ла Лиге: 48 —  Криштиану Роналду, 2014/15
- Наибольшее количество голов за сезон в Кубке Испании: 15 —  Ференц Пушкаш, 1960/61
- Наибольшее количество голов за сезон в Кубке испанской лиги: 4 —  Карлос Сантильяна, 1982/83
- Наибольшее количество голов за сезон в Кубке европейских чемпионов: 12 —  Ференц Пушкаш, 1959/60
- Наибольшее количество голов за сезон в Лиге чемпионов УЕФА: 17 —  Криштиану Роналду, 2013/14[18]
- Наибольшее количество голов за сезон в групповом этапе Лиги чемпионов УЕФА: 11 —  Криштиану Роналду, 2015/16
- Наибольшее количество голов за сезон в плей-офф Лиги чемпионов УЕФА: 10 —  Криштиану Роналду, 2016/17
- Наибольшее количество голов за сезон в Кубке обладателей кубков: 8 —  Карлос Сантильяна, 1982/83
- Наибольшее количество голов за сезон на клубном чемпионате мира: 4 —  Криштиану Роналду, 2016

#### В одной игре
- Наибольшее количество голов в одном матче чемпионата Испании: 5
  -  Мануэль Альдай[англ.], против «Эспаньола», 28 февраля 1943[19]
  -  Антонио Альсуа[англ.], против «Кастельона», 2 февраля 1947[19]
  -  Мигель Муньос, против «Лериды», 30 января 1951[19]
  -  Хосе Гарсия Кастро[англ.], против «Эльче», 7 февраля 1960
  -  Ференц Пушкаш, против «Эльче», 22 января 1961[19]
  -  Фернандо Морьентес, против «Лас-Пальмаса», 9 февраля 2002[19]
  -  Криштиану Роналду, против «Гранады», 5 апреля 2015[20]
  -  Криштиану Роналду, против «Эспаньола», 12 сентября 2015
- Наибольшее количество голов в одном матче кубка Испании: 6
  -  Хосе Мария де Бенгурия, против «Эстремадуры», 6 марта 1927
  -  Ференц Пушкаш, против «Реал Бетиса», 18 июня 1961[21]
- Наибольшее количество голов в одном матче Кубка испанской лиги: 3
  -  Карлос Сантильяна, против «Сарагосы», 22 июня 1983
- Наибольшее количество голов в одном матче Суперкубка Испании: 3
  -  Рауль Гонсалес, против «Сарагосы», 22 августа 2001
- Наибольшее количество голов в одном матче Кубка европейских чемпионов УЕФА: 4
  -  Ференц Пушкаш, против «Айнтрахта», в финале Кубка европейских чемпионов 1959/1960, и против «Фейеноорда» 22 сентября 1965[22]
  -  Альфредо Ди Стефано, против «Севильи» 23 января 1958, и против «Винер Шпорт-Клуба» 18 марта 1959[23]
  -  Уго Санчес, против «Сваровски-Тироля» 24 октября 1990[24]
- Наибольшее количество голов в одном матче Лиги чемпионов УЕФА: 4
  -  Криштиану Роналду, против «Мальмё» 8 декабря 2015
- Наибольшее количество голов в одном матче Суперкубка УЕФА: 2
  -  Криштиану Роналду, против «Севильи» 12 августа 2014
- Наибольшее количество голов в одном матче межконтинентального кубка: 2
  -  Ференц Пушкаш, против «Пеньяроля» 4 сентября 1960
- Наибольшее количество голов в одном матче клубного чемпионата мира: 3
  -  Криштиану Роналду, против «Касима Антлерс» 18 декабря 2016
  -  Гарет Бейл, против «Касима Антлерс» 19 декабря 2018

#### Прочие рекорды
- Самый молодой автор гола: 17 лет и 114 дней —  Альберто Ривера, против «Сельты» 10 июня 1995 (Ла Лига)
- Самый возрастной автор гола: 39 лет и 14 дня — 🇭🇷Лука Модрич,  против «Жирони»23 февраля 2025 (Ла Лига)
- Самый быстрый гол:
  - на 13-й секунде —  Иван Саморано, против «Севильи» 3 сентября 1994 (Ла Лига)[25]
  - на 14-й секунде —  Роналдо, против «Атлетико» 3 декабря 2003 (Ла Лига)[26]
- Самый быстрый хет-трик: 8 минут
  -  Хосе Гарсия Кастро[англ.], против «Реал Сосьедада» 10 апреля 1960 (Ла Лига)[27]
  -  Криштиану Роналду, против «Гранады» 5 апреля 2015 (Ла Лига)
- Самые быстрые 4 гола: 20 минут —  Криштиану Роналду, против «Мальмё» 8 декабря 2015 (Лига чемпионов УЕФА)
- Самые быстрые 5 голов: 39 минут —  Хосе Гарсия Кастро[англ.], против «Эльче» 7 февраля 1960 (Ла Лига)
- Наибольшее количество хет-триков во всех соревнованиях: 44 —  Криштиану Роналду, 2009—2018
- Наибольшее количество хет-триков в Ла лиге: 34 —  Криштиану Роналду, 2009—2018[28]
- Наибольшее количество хет-триков в Лиге чемпионов УЕФА: 7 —  Криштиану Роналду, 2009—2018
- Наибольшее количество хет-триков в одном сезоне: 8 —  Криштиану Роналду, 2014/2015 (8 раз в чемпионате Испании)[29]

#### Исторические голы
| Гол                     | Игрок           | Дата             | Матч                       |
| ----------------------- | --------------- | ---------------- | -------------------------- |
| 1-й гол в истории Реала | Артур Джонсон   | 13 мая 1902      | Барселона 3:1 Реал Мадрид  |
| 1-й в Ла Лиге           | Хайме Ласкано   | 10 февраля 1929  | Реал Мадрид 5:0 Европа     |
| 1-й в еврокубках        | Мигель Муньос   | 8 сентября 1955  | Сервет 0:2 Реал Мадрид     |
| 1000-й в Ла Лиге        | Паиньо          | 5 ноября 1950    | Атлетик 2:5 Реал Мадрид    |
| 1000-й в еврокубках     | Карим Бензема   | 16 сентября 2014 | Реал Мадрид 5:1 Базель     |
| 2000-й в Ла Лиге        | Франсиско Хенто | 9 ноября 1963    | Реал Мадрид 3:1 Понтеведра |
| 4000-й в Ла Лиге        | Иван Саморано   | 22 декабря 1994  | Вальядолид 0:5 Реал Мадрид |
| 5000-й в Ла Лиге        | Гути            | 14 сентября 2008 | Реал Мадрид 4:3 Нумансия   |
| 6000-й в Ла Лиге        | Марко Асенсио   | 18 февраля 2018  | Бетис 3:5 Реал Мадрид      |

### Обладатели различных наград

#### Обладатели «Золотого мяча»
Следующие футболисты получили «Золотой мяч» France Football, выступая за «Реал»:
- Альфредо Ди Стефано — 1957, 1959
- Раймон Копа — 1958
- Луиш Фигу — 2000
- Роналдо — 2002
- Фабио Каннаваро — 2006
- Криштиану Роналду — 2013, 2014, 2016, 2017
- Лука Модрич — 2018
- Карим Бензема — 2022

Следующие футболисты получили «Золотой мяч» ФИФА, выступая за «Реал»:
- Криштиану Роналду — 2013, 2014

#### Обладатели «Золотой бутсы»
Следующие футболисты получили «Золотую бутсу», выступая за «Реал»:
- Уго Санчес — 1990 (38 голов)
- Криштиану Роналду — 2011 (40 голов), 2014 (31 гол), 2015 (48 голов)

#### Футболисты года по версии УЕФА
Следующие футболисты были признаны футболистами года по версии УЕФА, выступая за «Реал»:
- Фернандо Редондо — 2000
- Зинедин Зидан — 2002

#### Лучшие футболисты года в Европе
Следующие футболисты получали Приз лучшему футболисту года в Европе, выступая за «Реал»:
- Криштиану Роналду — 2014, 2016, 2017
- Лука Модрич — 2018

#### Игроки года по версии ФИФА
Следующие футболисты были признаны футболистами года по версии ФИФА, выступая за «Реал»:
- Луиш Фигу — 2001
- Роналдо — 2002
- Зинедин Зидан — 2003
- Фабио Каннаваро — 2006
- Криштиану Роналду — 2016, 2017
- Лука Модрич — 2018

#### Лучшие игроки чемпионата мира
Следующие футболисты были признаны лучшими игроками чемпионата мира, являясь игроками «Реала»:
- Зинедин Зидан — 2006
- Лука Модрич — 2018

#### Обладатели «Золотого» мяча Клубного чемпионата мира
Следующие футболисты получили «Золотой мяч» Клубного чемпионата мира, выступая за «Реал»:
- Серхио Рамос — 2014
- Криштиану Роналду — 2016
- Лука Модрич — 2017
- Гарет Бейл — 2018

### Трансферы

#### Рекордные уплаченные суммы

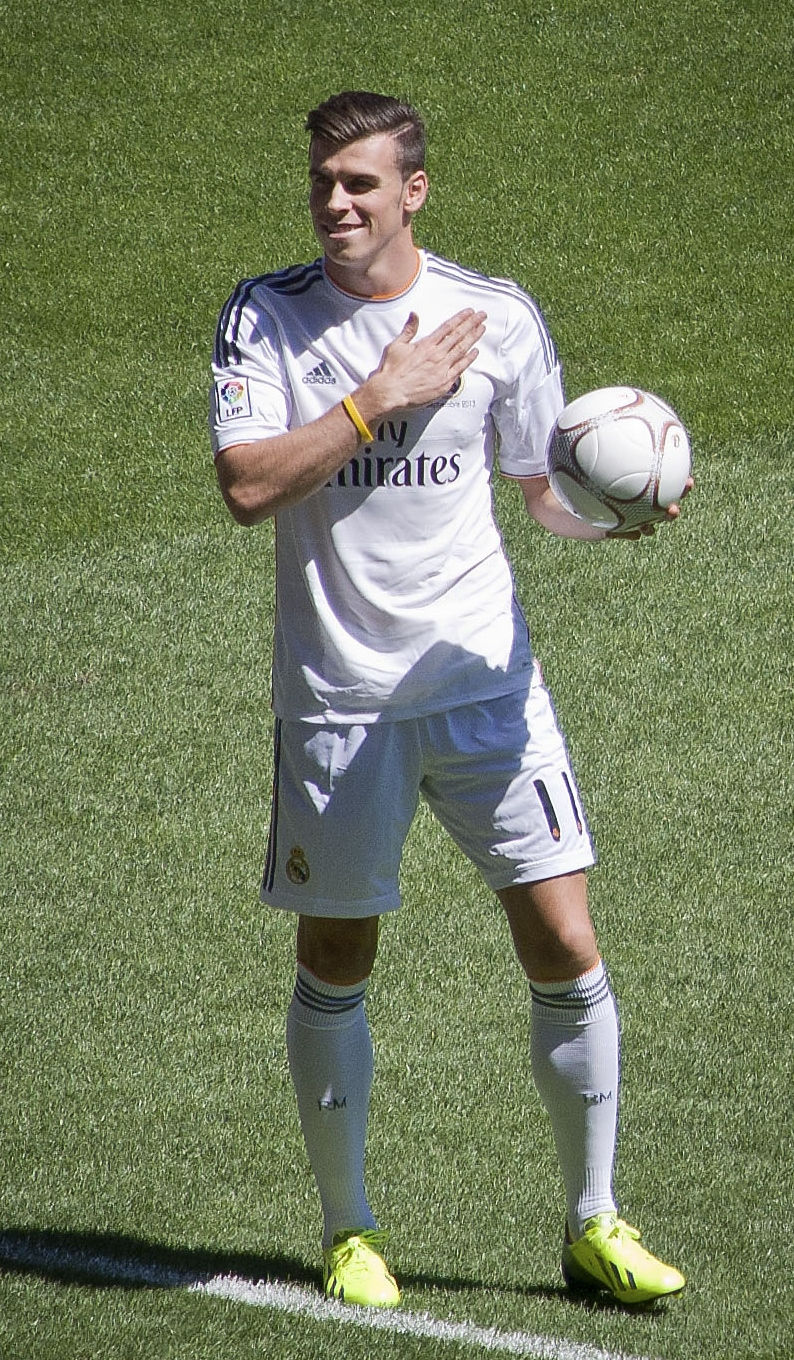
Гарет Бейл, купленный в сентябре 2013 года у «Тоттенхэм Хотспур» за 86 миллионов фунтов стерлингов.

Рекордным приобретением «Реала» является трансфер Джуда Беллингема, который перешёл в клуб из «Боруссии Дортмунд» за 103,5 миллиона евро в июне 2023 года, по сообщениям СМИ.
|    | Игрок             | Откуда             | Стоимость трансфера (миллионов £) | Стоимость трансфера (миллионов €) | Дата          | Ист.   |
| -- | ----------------- | ------------------ | --------------------------------- | --------------------------------- | ------------- | ------ |
| 1  | Джуд Беллингем    | Боруссия Дортмунд  | £88.5                             | €103,5                            | июнь 2023     | [ 48 ] |
| 2  | Эден Азар         | Челси              | £88.5                             | €100                              | июль 2019     | [ 51 ] |
| 3  | Гарет Бейл        | Тоттенхем          | £86                               | €100                              | сентябрь 2013 | [ 52 ] |
| 4  | Криштиану Роналду | Манчестер Юнайтед  | £83                               | €96                               | июнь 2009     | [ 53 ] |
| 5  | Орельен Чуамени   | Монако             | £69,4                             | €80                               | июль 2022     | [ 54 ] |
| 6  | Зинедин Зидан     | Ювентус            | £49.7                             | €78.6                             | июль 2001     | [ 55 ] |
| 7  | Хамес Родригес    | Монако             | £63                               | €76                               | июль 2014     | [ 56 ] |
| 8  | Кака              | Милан              | £56                               | €67                               | июнь 2009     | [ 57 ] |
| 9  | Луиш Фигу         | Барселона          | £37                               | €62                               | июль 2000     | [ 58 ] |
| 10 | Лука Йович        | Айнтрахт Франкфурт | £52.4                             | €60                               | июнь 2019     | [ 59 ] |

#### Рекордные полученные суммы
Рекордная продажа в истории клуба произошла 10 июля 2018 года, когда Криштиану Роналду был продан в Ювентус.
|    | Игрок             | Куда              | Стоимость трансфера (миллионов £) | Стоимость трансфера (миллионов €) | Дата          | Ист.   |
| -- | ----------------- | ----------------- | --------------------------------- | --------------------------------- | ------------- | ------ |
| 1  | Криштиану Роналду | Ювентус           | £105.4                            | €116.6                            | июль 2018     | [ 60 ] |
| 2  | Анхель Ди Мария   | Манчестер Юнайтед | £59.7                             | €75.6                             | август 2014   | [ 61 ] |
| 3  | Каземиро          | Манчестер Юнайтед | £60                               | €70                               | август 2022   | [ 62 ] |
| 4  | Альваро Мората    | Челси             | £58                               | €65.5                             | июль 2017     | [ 63 ] |
| 5  | Месут Озиль       | Арсенал           | £42.5                             | €50                               | сентябрь 2013 | [ 64 ] |
| 6  | Матео Ковачич     | Челси             | £40.3                             | €45                               | июль 2019     | [ 65 ] |
| 7  | Робиньо           | Манчестер Сити    | £32.5                             | €42                               | сентябрь 2008 | [ 66 ] |
| 8  | Ашраф Хакими      | Интернационале    | £36.3                             | €41                               | июль 2020     | [ 67 ] |
| 9  | Гонсало Игуаин    | Наполи            | £34.5                             | €40                               | июль 2013     | [ 68 ] |
| 10 | Рафаэль Варан     | Манчестер Юнайтед | £34                               | €40                               | август 2021   | [ 69 ] |

## Индивидуальные рекорды тренеров
- Наиболее длинная тренерская карьера (по времени) — 15 лет, Мигель Муньос, с февраля 1959 по апрель 1959, с апреля 1960 по май 1974[70].
- Наиболее длинная тренерская карьера в чемпионате (по количеству матчей) — 417 матчей, Мигель Муньос[71].

## Командные рекорды

### Матчи
- Первый матч в своей истории: 1:3, против «Барселоны», 13 мая 1902[30]
- Первый матч в Ла-Лиге: 5:0, против «Европы», Ла-Лига 1929, 10 февраля 1929[31]
- Первый матч в еврокубках: 2:0, против «Серветта», Кубок европейских чемпионов 1955/1956, 8 сентября 1955[32]
- Первый матч в межконтинетальном кубке: 0:0, против «Пеньяроля», 3 июля 1960[72]
- Первый матч в Кубке обладателей кубков: 0:0, против «Хиберниана», Кубок обладателей кубков УЕФА 1970/1971, 17 сентября 1970[73]
- Первый матч в Кубке УЕФА: 2:1, против «Базеля», Кубок УЕФА 1971/1972, 15 сентября 1971[74]
- Первый матч в Лиге Чемпионов: 0:1, против «Аякса», Лига чемпионов УЕФА 1995/1996, 13 сентября 1995[75]
- Первый матч в суперкубке УЕФА: 0:1, против «Челси», Суперкубок УЕФА 1998, 28 августа 1998[76][77]
- Первый матч в клубном чемпионате мира: 3:1, против «Аль-Наср», Клубный чемпионат мира по футболу 2000, 5 января 2000[78]

### Рекордные победы
- Самая крупная победа: 11:1, против «Барселоны» (Кубок Испании 1943)[79].
- Самая крупная победа в чемпионате: 11:2, против «Эльче» (Чемпионат Испании 1959/1960)[80].
- Самая крупная победа в кубке: 11:1, против «Барселоны» (Кубок Испании 1942/1943)[79].
- Самая крупная победа в еврокубке: 9:0, против «Б-1909» (Кубок европейских чемпионов 1961/1962)[80].
- Самая крупная победа в домашнем матче: 11:1, против «Барселоны» (Кубок Испании 1942/1943)[79].
- Самая крупная победа в гостевом матче:

0:7, против «Прогресс Нидеркорн» (Кубок европейских чемпионов 1978/1979).
1:7, против «Реал Сарагоса» (Чемпионат Испании 1987/1988).
2:8, против «Депортиво Ла-Корунья» (Чемпионат Испании 2014/2015).

### Рекордные поражения
- Самое крупное поражение: 8:1, против «Эспаньола» (Чемпионат Испании 1929/1930)[80].
- Самое крупное поражение в чемпионате: 8:1, против «Эспаньола» (Чемпионат Испании 1929/1930)[80].
- Самое крупное поражение в кубке: 6:0, против «Валенсии» (Кубок Испании 1998/1999)[83].
- Самое крупное поражение в еврокубках:

5:0, против «Кайзерслаутерн» (Кубок УЕФА 1981/1982).
5:0, против «Милана» (Кубок европейских чемпионов 1988/1989).
- Самое крупное поражение в домашнем матче: 0:6, против «Атлетик Бильбао» (Чемпионат Испании 1930/1931)[80].
- Самое крупное поражение в гостевом матче: 8:1, против «Эспаньола» (Чемпионат Испании 1929/1930)[80].

### Матчевые серии
- Наиболее длинная беспроигрышная серия (во всех соревнованиях): 40 матчей (сезон 2016/17)[85].
- Наиболее длинная беспроигрышная серия в чемпионате: 37 матчей (с 2023/2024 по 2024/2025 сезоны)[85].
- Наиболее длинная беспроигрышная серия в домашних матчах в чемпионате: 121 матч (с 1956/57 по 1964/65 сезоны).[86]
- Наиболее длинная победная серия в чемпионате: 15 матчей (сезон 1960/61)[87].
- Наиболее длинная победная серия в чемпионате и еврокубках: 18 матчей (сезон 2014/15)[88].
- Наиболее длинная победная серия в чемпионате, кубке и еврокубках: 20 матчей (сезон 2014/15)[89].
- Наиболее длинная беспроигрышная серия на старте сезона: 9 матчей (сезон 1968/69)[90].
- Наибольшее количество поражений подряд в чемпионате: 5 матчей (сезон 2008/09)[91].
- Наибольшее количество ничьих подряд в чемпионате : 4 матчей (сезон 2006/07)[92].
- Наибольшее количество матчей без побед в чемпионате: 9 матчей (сезон 1984/85)[93].
- Наибольшее количество матчей по забитым голам подряд в чемпионате: 35 матчей (с 1951/52 по 1952/53 сезоны)[94][95].
- Наибольшее количество матчей без пропущенных мячей в чемпионате: 7 матчей (сезон 1997/98)[96].
- Наибольшее количество матчей без пропущенных мячей в чемпионате и кубке: 8 матчей (сезон 2013/14)[97].
- Наибольшее количество матчей без пропущенных мячей в кубке: 8 матчей (сезон 2013/14)[97].

### Победы/Ничьи/Поражения в сезоне
- Наибольшее количество побед в сезоне в чемпионате Испании: 32 матча в 38-матчевом сезоне (сезон 2011/12).
- Наибольшее количество домашних побед в сезоне в чемпионате Испании: 18 матчей из 19 (1987/88 и 2009/10 сезоны)[98].
- Наибольшее количество гостевых побед в сезоне в чемпионате Испании: 16 матчей из 19 (сезон 2011/12).
- Наибольшее количество ничьих в сезоне в чемпионате Испании: 15 матчей в 34-матчевом сезоне (сезон 1978/79)[99].
- Наибольшее количество поражений в сезоне в чемпионате Испании: 13 матчей в 34-матчевом сезоне (сезон 1973/74)[100].
- Наименьшее количество побед в сезоне в чемпионате Испании: 7 матчей в 18-матчевом сезоне (сезон 1929/30)[101].
- Наименьшее количество ничьих в сезоне в чемпионате Испании:
  - 1 матч из 18 (сезон 1929/30)[101].
- Наименьшее количество поражений в сезоне в чемпионате Испании: 0 матчей в 18-матчевом сезоне (сезон 1931/32)[102].

### Голы
- Наибольшее количество забитых голов в сезоне в чемпионате Испании: 121 (сезон 2011/12)[103].
- Наибольшее количество забитых голов в сезоне во всех соревнованиях: 174 (сезон 2011/12)[104].
- Наименьшее количество забитых голов в сезоне в чемпионате Испании: 24 (сезон 1930/31)[105].
- Наибольшее количество пропущенных голов в сезоне в чемпионате Испании: 71 (сезон 1950/51)[106].
- Наименьшее количество пропущенных голов в сезоне в чемпионате Испании: 15 (сезон 1931/32)[102].

### Очки
- Наибольшее количество набранных очков в сезоне в чемпионате Испании:
  - Два очка за победу: 66 в 44-матчевом сезоне (сезон 1986/87)[107].
  - Три очка за победу: 100 в 38-матчевом сезоне (сезон 2011/12)[103].
- Наименьшее количество набранных очков в сезоне в чемпионате Испании:
  - Два очка за победу: 17 в 18-матчевом сезоне (сезон 1929/30)[108].
  - Три очка за победу: 70 в 42-матчевом сезоне (сезон 1995/96)[109].

## Комментарии
1. ↑  В число «Других» включены матчи в рамках Суперкубка Испании, Кубка Лиги, Суперкубка УЕФА, Межконтинентального кубка и Клубного чемпионата мира.